# Cantó de Vouziers
El cantó de Vouziers és un cantó francès del departament de les Ardenes, situat al districte de Vouziers. Té 15 municipis i el cap és Vouziers.

## Municipis
- Ballay
- Bourcq
- Contreuve
- La Croix-aux-Bois
- Falaise
- Grivy-Loisy
- Longwé
- Mars-sous-Bourcq
- Quatre-Champs
- Sainte-Marie
- Terron-sur-Aisne
- Toges
- Vandy
- Vouziers
- Vrizy

## Història
| Data d'elecció                           | Identitat       | Partit                     | Qualitat |
| ---------------------------------------- | --------------- | -------------------------- | -------- |
| 1945-1949                                | René Thiry      | SFIO                       |          |
| 1949-1955                                | M. Fricoteau    | RPF, després divers droite |          |
| 1955-1972                                | Georges Denis   | PCF                        |          |
| 1972-1998                                | René Marquet    | divers gauche, després RPR |          |
| 1998-2011                                | Clément Servais | RPR, després UMP           |          |
| 2011-                                    | Claude Ancelme  | PS                         |          |
| les dades anteriors no són pas conegudes |                 |                            |          |
|                                          |                 |                            |          |

## Demografia
| A partir de 1990: Població sense dobles comptes |